# Hij, zij, hen
Hij, zij, hen is een Nederlands televisieprogramma van de KRO-NCRV dat uitgezonden wordt op NPO 3. Vóór oktober 2022 had het programma de naam Hij is een Zij. De presentatie van de eerste twee seizoen was in handen van Arie Boomsma, sinds seizoen drie is hij vervangen door Jan Kooijman. Het programma wordt geproduceerd door Skyhigh TV.

## Achtergrond
In het programma volgt de presentator een groep transgender personen die een medische en/of sociale transitie doorlopen. De kandidaten krijgen de kans om hun verhaal te vertellen en waar ze tijdens het proces tegen aan zijn gelopen. Vanaf het tweede seizoen konden kijkers vragen insturen, deze worden door de deelnemers en soms door een aantal gastsprekers beantwoord in de afleveringen.
Tijdens de eerste twee seizoenen waren uitsluitend jongere deelnemers gevolgd en hun verhaal aangehoord die in transitie zijn van man naar vrouw of van vrouw naar man. Vanaf het derde seizoen is er meer diversiteit en worden er ook verhalen verteld over mensen die op een oudere leeftijd pas in transitie gingen, mensen die zich niet identificeren als man of vrouw en over zwangerschap bij een transman.
De laatste aflevering van het vierde seizoen sloot af met een speciale aflevering waarbij presentator Jan Kooijman met een van de deelnemers van dat seizoen mee ging naar een kliniek in België met het bijbehorende Transgenderhotel. Hierin werden ook andere transgender personen geïnterviewd die in dit hotel verblijven.

## Jongeren
Vijf jongeren zijn meerdere seizoenen te zien geweest, te weten:
| Jongere | Seizoen 1 | Seizoen 2 | Seizoen 3 | Seizoen 4 |
| ------- | --------- | --------- | --------- | --------- |
| Bo      |           |           |           |           |
| Martin  |           |           |           |           |
| Eveline |           |           |           |           |
| Loena   |           |           |           |           |
| Elise   |           |           |           |           |